# Whippet (Twickenham)
Whippet is een historisch merk van scooters.
De bedrijfsnaam was: W.G.C. Hayward & Co., Beaufort Works, Twickenham, later Brampton Engineering Co., Chelsea, London.
Hayward & Co was een Engelse fabriek die scooters bouwde een eigen 150cc-kopklepmotor. De productie begon in 1920 maar werd al in 1921 beëindigd.
Net als in Duitsland ontstond na de Eerste Wereldoorlog een "boom" in de Britse motorfietsproductie. Honderden kleine fabrikanten sprongen in op de ontstane vraag naar lichte en goedkope vervoermiddelen. Juist door die grote concurrentie verzadigde de markt al snel en rond 1921 was de Britse motorboom weer voorbij.
De Whippet-scooter zag er - zoals in die tijd gebruikelijk - uit als een autoped, met een voetplankje waar de motor achter gemonteerd was. De cilindervormige brandstoftank zat op de bagagedrager. De Whippet had echter ook een zadel en werd in drie versies geleverd, waaronder een sportversie met een racezadel en een breder stuur.